# Brookfield Place

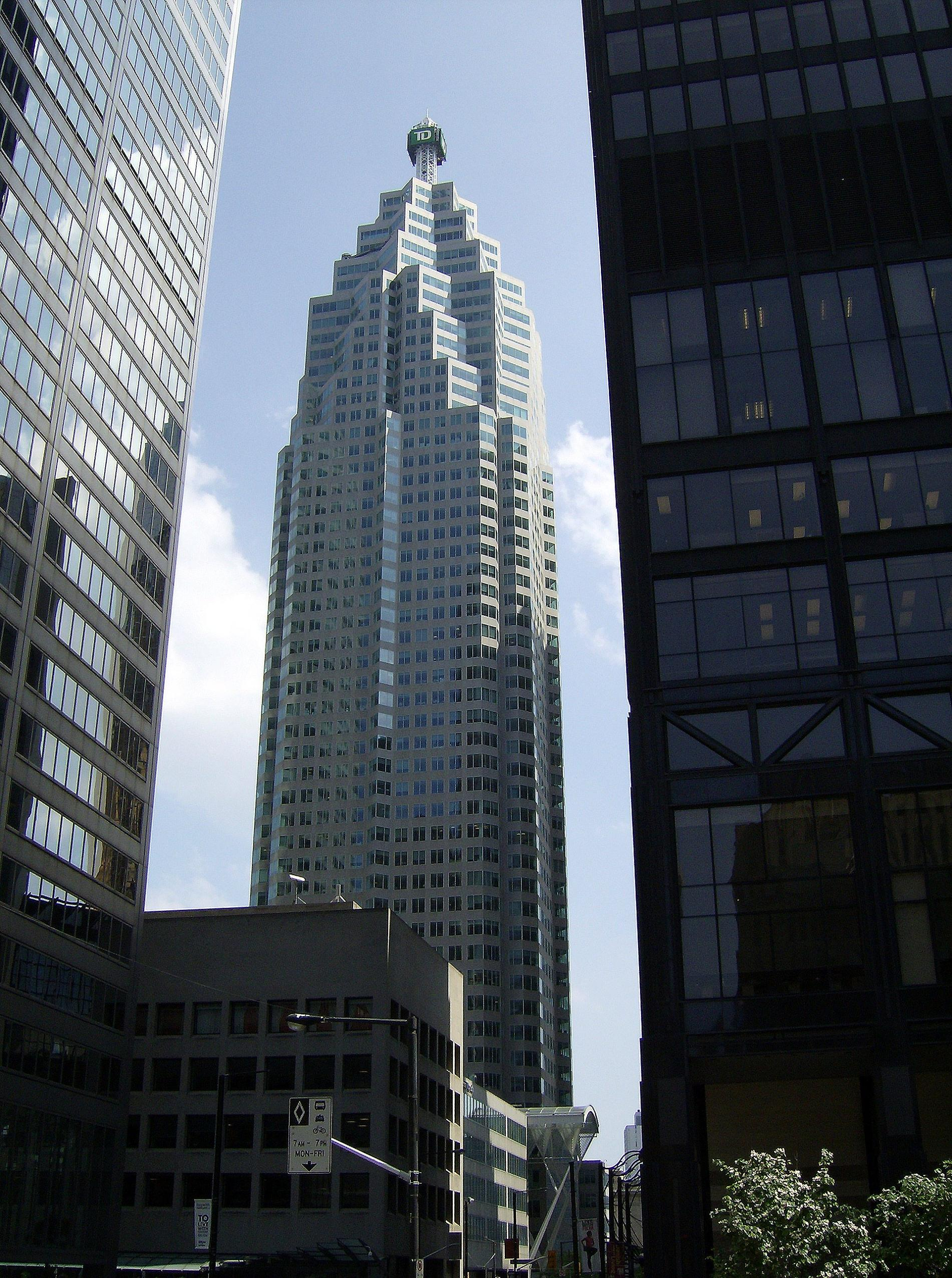

O Brookfield Place é um complexo de escritórios no centro da cidade de Toronto, Ontário, no Canadá.